# Achraf Baznani
Achraf Baznani er en marokkansk fotograf og filmskaber. Han blev født 1979  i Marrakech.

## Biografi
Achraf Baznani er autodidakt. Han begyndte at fotografere da han som teenager fik et kamera i gave til sin fødselsdag. Han lavede flere kortfilm og dokumentarfilm, herunder On i 2006, The Forgotten i 2007, The Immigrant i 2007 og The Famous i 2016. som han har modtaget en lang række nationale og internationale priser for[kilde mangler]. Samme år besluttede han at hellige sig fotografering med en særlig interesse i surrealistisk fotografering.
Achraf Baznani er den første kunstner der har udgivet en fotobog om konceptkunst i Marokko.
Achraf Baznani påvirkes af André Breton og Salvador Dali.

### Kollektive Udstillinger
- 2015 "Colour brust", PH21 Gallery, Budapest, Ungarn
- 2015: Park Art Fair International, Triberg, Allemagne
- 2015: Gallery Globe, USA
- 2015: Digital Private Exhibition Louvre Museum, Paris, France[8]
- 2016: International Surrealism Now, Coimbra, Portugal[9]
- 2016: Park Art Fair International 2016, Triberg, Germany
- 2016: Männer, Gräfelfing, Germany[10]
- 2016: Salon de la photographie africaine, Abidjan, Ivory Cost

### Solo udstilling
- 2015: My Small World, Solo Exhibition, Marrakesh, Marokko[11]
- 2016: Inside my Dreams, Solo Exhibition, Rabat, Marokko[8]

### Priser
- 2016: KUNST HEUTE AWARD, Deutschland [12]
- 2016: International Prize Colosseo, Roma, Italy
- 2016: Golden Orchid Grand Prize, USA
- 2016: 1st Place Winner – Golden Ribbon in Notindoor photography magazine contest, USA

- 2017: Kunst Heute Award, Germany
- 2017: International Prize Galilei Galileo, Pisa, Italy
- 2017: Fine Art Photography Awards – Nominee Conceptual Category, London, UK
- 2017: 2nd Prize Winner, Silver Medal, 100 Arab Photographers Award, Germany

### Værker
- Through my Lens, 2014, kunstbog, ISBN 9781502793386

- Inside my Dreams, 2014, kunstbog, ISBN 9781502856586 [13]
- I AM, 2016, ISBN 978-1-5123-2161-6
- Achraf Baznani, Surreal Stories, Paper Book, 2018, ISBN 9788827577745
- History of Surrealism. Edilivre, Frankrig 2018, ISBN 978-2-414-21510-2.

### Magasin dække
- Zoom magazine Italy, n° 246, 2016 [14]
- Art Reveal magazine, Finland, n° 5 [15]
- Artinzene, Issue 4, New Zealand, November 2015
- Mambo, Spain, special edition December 2014